# Politică comercială
Politica comercială (denumită și politică comercială sau politică comercială internațională) este politica unui guvern care guvernează comerțul internațional. Politica comercială este un termen cuprinzător care este folosit pentru a acoperi subiecte care implică comerțul internațional. Politica comercială este adesea descrisă în termeni de o scară între extremele comerțului liber (fără restricții la comerț) pe de o parte și protecționism (restricții mari pentru protejarea producătorilor locali) pe de altă parte. O politică comercială comună poate fi uneori convenită prin tratat în cadrul unei uniuni vamale, ca în cazul politicii comerciale comune a Uniunii Europene și în Mercosur. Politica comercială a unei națiuni va include și va lua în considerare politicile adoptate de guvernul națiunii respective în timpul negocierii comerțului internațional. Există mai mulți factori care pot avea un impact asupra politicii comerciale a unei națiuni, toți putând avea un impact asupra politicilor comerciale internaționale.